# Rzeck

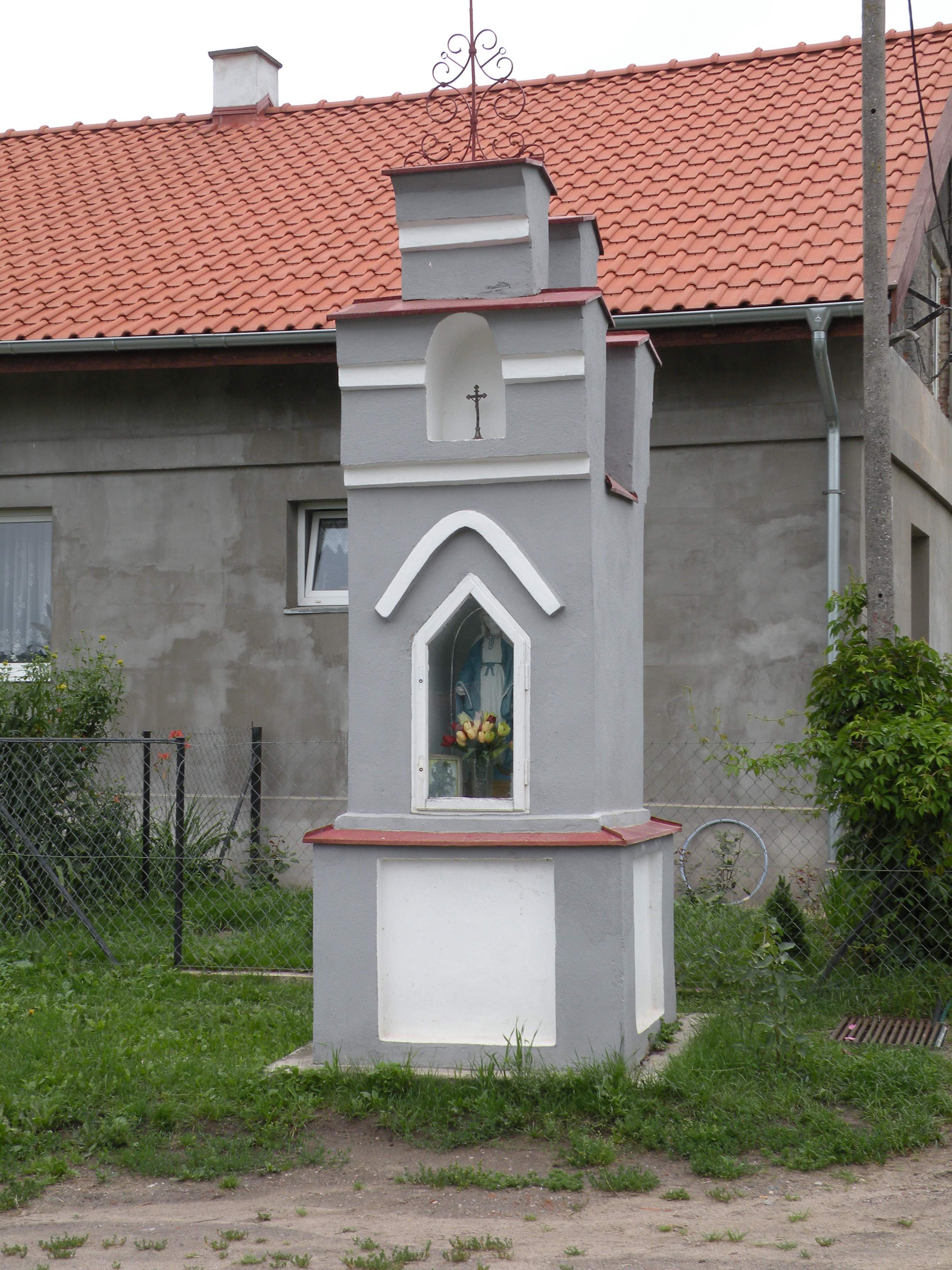
Kapliczka w Rzecku

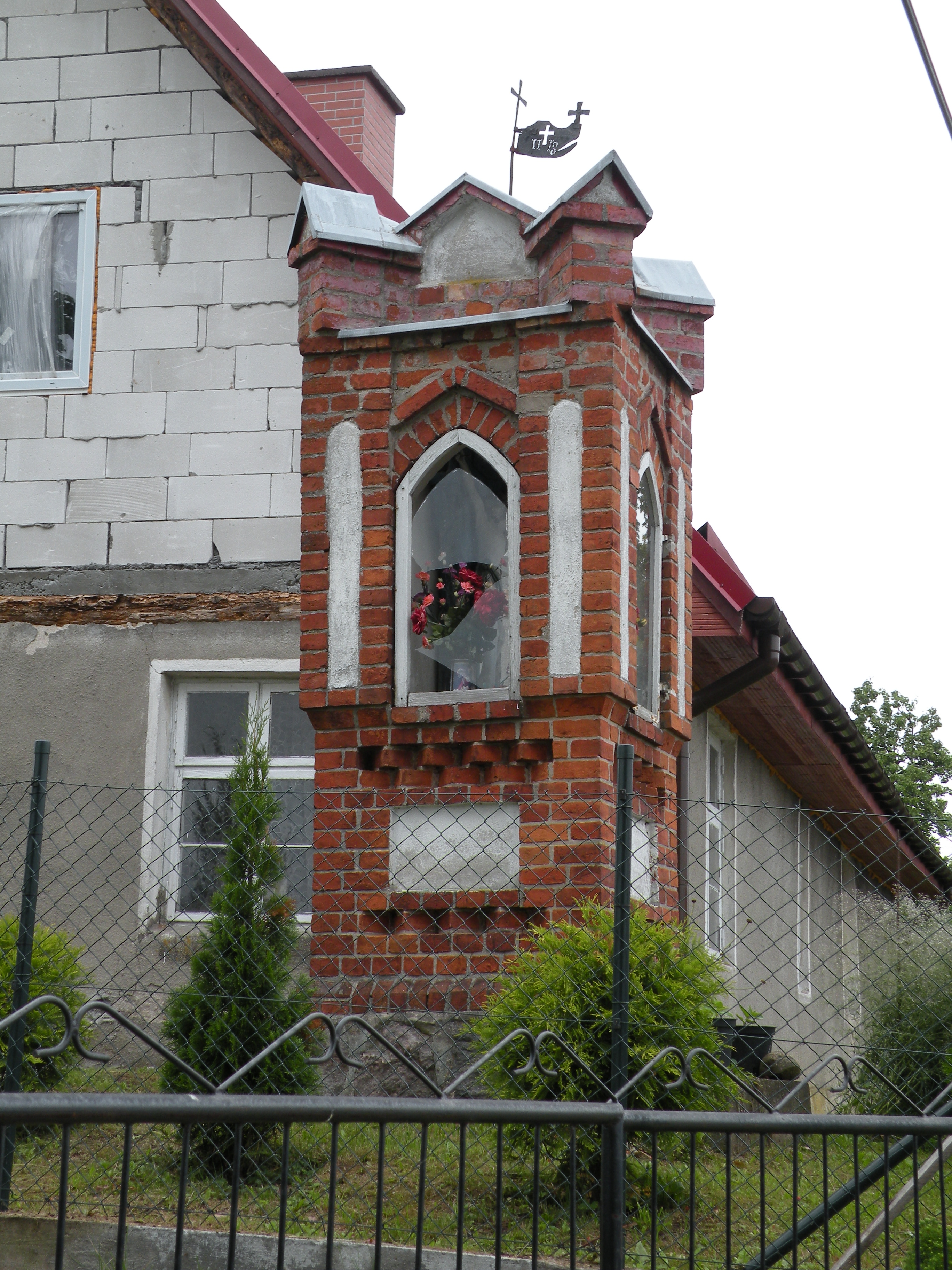
Rzeck, kapliczka we wsi

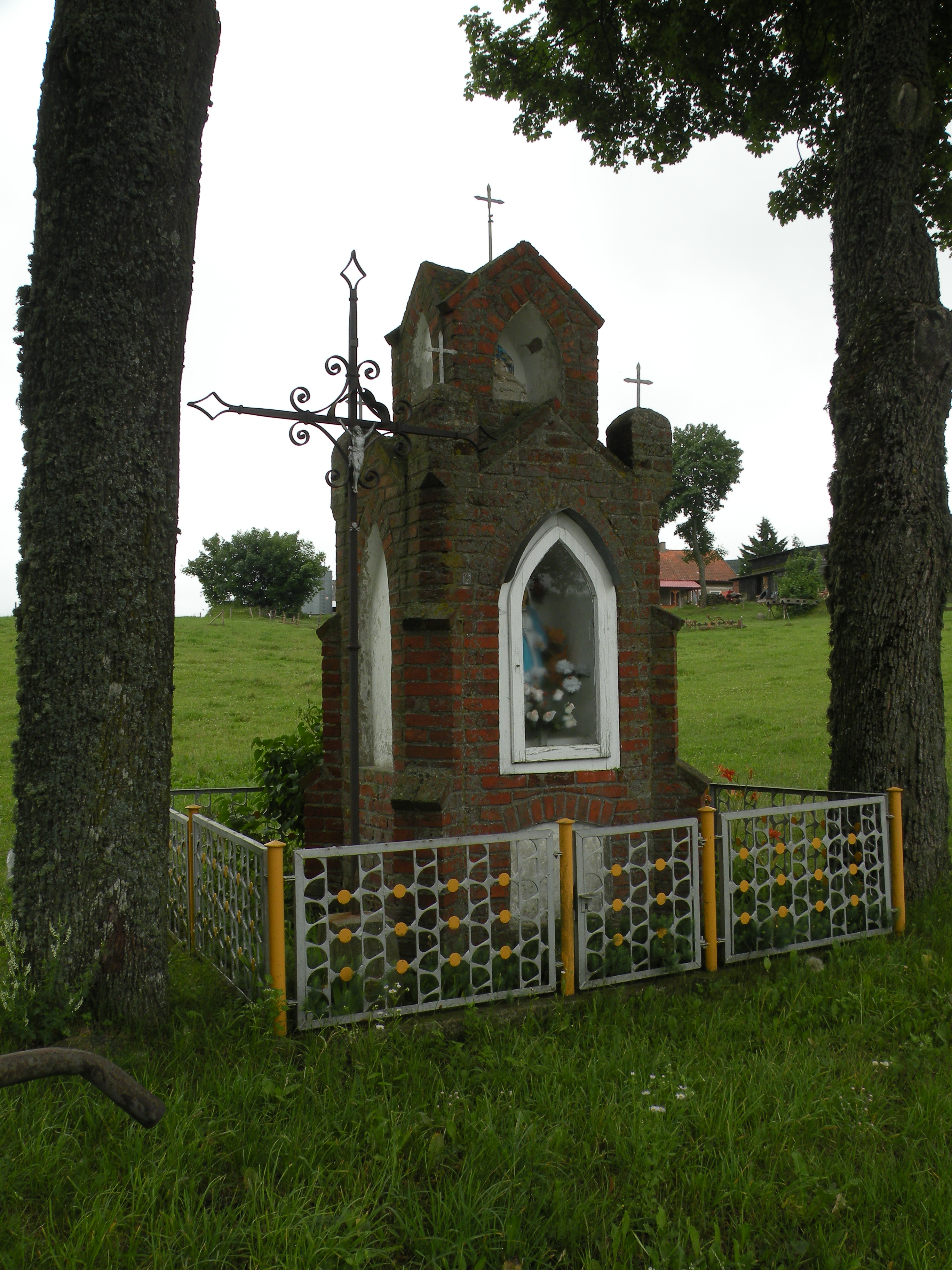
Przydrożna kapliczka z krzyżem, na skraju wsi

Rzeck (niem. Ridbach) – wieś w Polsce położona w województwie warmińsko-mazurskim, w powiecie olsztyńskim, w gminie Biskupiec.
Do 1954 roku istniała gmina Rzeck. W latach 1954–1959 wieś należała i była siedzibą władz gromady Rzeck, po jej zniesieniu w gromadzie Biskupiec. W latach 1975–1998 miejscowość administracyjnie należała do województwa olsztyńskiego.
Wieś warmińska położona w krajobrazie polodowcowym z licznymi pagórkami morenowymi, w krajobrazie rolniczym (pola uprawne i łąki). Wieś o częściowo zabudowie kolonijnej z alejami drzew przydrożnych oraz zielenią wysoka we wsi. Wartość przyrodnicza uzupełniają liczne drobne zbiorniki (tak zwane oczka wodne) oraz bliskość jeziora Kraksy i przepływającej rzeki Dymer.
We wsi występuje charakterystyczna warmińska zabudowa mieszkalna i gospodarcza z czerwonej cegły oraz elementami drewnianymi. Wartość architektoniczna oraz zabytkową przedstawia budynek dawnej szkoły oraz świetlicy. Charakterystycznym warmińskim elementem krajobrazowo-architektonicznym są także przydrożne kapliczki, niektóre wtórnie otynkowane oraz przydrożne krzyże.
W zabudowie wsi przeważają budynki jednopiętrowe z użytkowym poddaszem, o prostej budowie. Wejścia budynków znajdują się pośrodku frontowej elewacji. Są to budynki przeważnie murowane z czerwonej cegły. Budynki mieszkalne posiadają dwuspadowy dach pokryty dachówką ceramiczną. 
Budynki gospodarcze Występują na prawie każdej działce budowlanej. Stodoły oraz obory mają otynkowaną podmurówkę i zbudowane są z cegieł lub drewna. Małe składy i szopy zazwyczaj są drewniane lub wykonane z blachy.

## Historia
Dokument lokacyjny wydany został w 1382 Janowi z Mokin (został później zasadźcą i pierwszym sołtysem, ale Jan z Mokin nie wywiązał się z obowiązku założenia wsi) na 60 włók, jednakże lokacja została przeprowadzona dopiero w 1426 przez biskupa warmińskiego Kuhschmalza, na 46 włókach, a Rzeck został ofiarowany Anastazji, wdowie po Polaku o imieniu Jan oraz jej synom: Filipowi i Bartłomiejowi. Wieś na prawie chełmińskim (ale byli zwolnieni od czynszu i innych powinności na tak długo, jak długo pozostaną w służbie biskupiej) stała się siedzibą bartników biskupich. Dostarczali miód, za który płacono im określoną sumę w gotówce. W tym samym okresie planowano budowę kościoła, wyznaczając w obu dokumentach lokacyjnych 4 włoki na uposażenie proboszcza, lecz ostatecznie nie doszło do budowy (brak informacji w dokumentach o istnieniu kościoła). 
Wieś została zniszczona w czasie wojny polsko-krzyżackiej 1519–1521. Z 36 włók czynszowych aż 22 leżały po wojnie odłogiem. W 1533 r. we wsi mieszkało siedmiu bartników: Tonike, Klemens, Stefan, Ambroży, Bartek, Laurenty, Mateusz Stryjewski. Każdy z nich miał po dwie włoki wolne od czynszu i szarwarku. W 1582 r. bp Kromer odnowił dokument lokacyjny.
W 1783 roku we wsi było 27 domów. W spisie z 1820 roku we wsi odnotowano 282 mieszkańców, w 1848 – 360. W roku 1939 we wsi mieszkało 617 osób.
W czasie wiecu w Biskupcu, w maju 1892 r., odbywającego się w obronie języka polskiego, brał udział m.in. niejaki Stolla z Rzecka. W wiecu wzięło udział około 120 osób, a przewodniczył mu Franciszek Szczepański z Lamkowa.
Szkoła powstała przed rokiem 1827, ponieważ z dokumentów wynika, że w roku 1827 uczęszczało do niej 21 dzieci a językiem nauczania był język polski. W 1853 r. do szkoły w Rzecku uczęszczały także dzieci ze wsi Rukławki oraz Kramarka. W tym okresie w szkole uczyło się 95 uczniów. Religię w języku polskim nauczał Andrzej Rutkowski. W 1935 w szkole zatrudnionych było 3 nauczycieli a uczyło się 120 dzieci.
W 1886 r. powstała we wsi biblioteka Towarzystwa Czytelni Ludowych. Kierował nią na początku krawiec August Klomfas (w latach 1890–1891). W roku 1893 kolektorem biblioteki został Józef Bielecki. Po plebiscycie w 1920 r. bibliotekę zorganizowano ponownie. W latach 1909–1910 zbudowano drogę na odcinku Rzeck – Nowe Marcinkowo. W 1924 r., w czasie wyborów do sejmu pruskiego, Polska Partia Ludowa zdobyła w Rzecku 112 głosów uzyskując względna większość.
Na początku XX w. we wsi znajdował się Wiejski Dom Kultury tzw. Jugenheim. 
W czasie II wojny światowej, po przejściu frontu i Armii Czerwonej, zniszczenia w gminie Rzeck oszacowano na 18% zagród wiejskich. W drugiej połowie lat 40. XX wieku funkcjonowała tu piekarnia utworzona przez Rosjan, następnie należała do Urzędu Miasta (Biskupiec), znajdowała się w niej przychodnia. W 1945 r. odbudowano most na drodze Rzeck – Rasząg (wcześniejszy drewniany uległ zniszczeniu w czasie wojny).
Po II wojnie światowej szkoła podstawowa w Rzecku uruchomiona została 6 sierpnia 1945 roku. Szkoła została zlikwidowana w latach 70. XX wieku.
W roku 1955 do gromady Rzeck, obejmującej obszar 4038 ha i skupiającej 1092 mieszkańców, należały sołectwa: Kojtryny, Nowe Marcinkowo, Rasząg, Rukławki i Rzeck. W 1954 r. w gromadzie Rzeck gęstość zaludnienia wynosiła 28,2 osób na 1 km².
W 1957 r. w Rzecku uruchomiono szkołę przysposobienia rolniczego (jedną z pierwszych w powiecie biskupieckim). W latach 60. i 70. powstał ośrodek kulturalno-oświatowy ze świetlicą „Klub prasy i książki” (klub „Ruchu”). Organizowano w nim zabawy taneczne, imprezy okolicznościowe, turnieje itd. W tym czasie działało we wsi Koło Gospodyń Wiejskich. Świetlica była przeznaczona na bibliotekę, kiosk oraz wypożyczalnię sprzętu gospodarstwa domowego.